# Campionati italiani di sci alpino 1963
Ai Campionati italiani di sci alpino 1963 furono assegnati i titoli di discesa libera, slalom gigante e slalom speciale, sia maschili sia femminili.

## Risultati

### Uomini

#### Discesa libera
| Pos. | Atleta          | Nazione |
| ---- | --------------- | ------- |
| 1    | Gildo Siorpaes  | Italia  |
| 2    | Ivo Mahlknecht  | Italia  |
| 3    | Gerhard Mussner | Italia  |

#### Slalom gigante
| Pos. | Atleta            | Nazione |
| ---- | ----------------- | ------- |
| 1    | Martino Fill      | Italia  |
| 2    | Ivo Mahlknecht    | Italia  |
| 3    | Italo Pedroncelli | Italia  |

#### Slalom speciale
| Pos. | Atleta            | Nazione |
| ---- | ----------------- | ------- |
| 1    | Ivo Mahlknecht    | Italia  |
| 2    | Martino Fill      | Italia  |
| 3    | Italo Pedroncelli | Italia  |

### Donne

#### Discesa libera
| Pos. | Atleta                    | Nazione |
| ---- | ------------------------- | ------- |
| 1    | Pia Riva                  | Italia  |
| 2    | Giustina Demetz           | Italia  |
| 3    | Lidia Barbieri Sacconaghi | Italia  |

#### Slalom gigante
| Pos. | Atleta           | Nazione |
| ---- | ---------------- | ------- |
| 1    | Pia Riva         | Italia  |
| 2    | Yvonne Rüegg     | Italia  |
| 3    | Giuliana Minuzzo | Italia  |

#### Slalom speciale
| Pos. | Atleta                    | Nazione |
| ---- | ------------------------- | ------- |
| 1    | Giuliana Minuzzo          | Italia  |
| 2    | Inge Senoner              | Italia  |
| 3    | Lidia Barbieri Sacconaghi | Italia  |